# Espagnac
Espagnac (Espanhac auf Okzitanisch) ist eine französische Gemeinde mit 381 Einwohnern (Stand 1. Januar 2022) im Département Corrèze in der Region Nouvelle-Aquitaine. Die Gemeinde ist Mitglied des Gemeindeverbandes Tulle Agglo. Die Einwohner nennen sich Espagnacois(es).

## Geografie
Die Gemeinde liegt im Zentralmassiv und ist von ausgedehnten Wäldern umgeben. Die Präfektur des Départements Tulle befindet sich rund 15 Kilometer nordwestlich.
Nachbargemeinden von Espagnac sind Saint-Martial-de-Gimel im Norden, Clergoux im Nordosten, Saint-Pardoux-la-Croisille im Osten, Gumond im Südosten, Saint-Paul im Süden, Pandrignes im Südwesten, Ladignac-sur-Rondelles im Westen sowie Laguenne-sur-Avalouze mit Saint-Bonnet-Avalouze im Nordwesten.

## Wappen
Beschreibung: In Blau zwei zugewendete silberne Löwen.

## Einwohnerentwicklung
| Jahr      | 1962 | 1968 | 1975 | 1982 | 1990 | 1999 | 2007 | 2016 |
| Einwohner | 298  | 367  | 330  | 343  | 338  | 341  | 339  | 373  |